# Axel Öring
Axel Öring, död 15 januari 1739 i Kalmar domkyrkoförsamling, Kalmar län, var en svensk organist.

## Biografi
Öring var före 1734 oboist. Den 11 november 1734 blev han domkyrkoorganist i Kalmar domkyrkoförsamling. Där blev han den 15 september 1736 även kantor. Öring avled 15 januari 1739 i Kalmar domkyrkoförsamling, Kalmar län.